# Lingasettipura, Chik Ballapur
Lingasettipura là một làng thuộc tehsil Chik Ballapur, huyện Kolar, bang Karnataka, Ấn Độ.